# 甲斐正彰
甲斐 正彰（かい まさあき、1957年4月20日 - ）は、日本の国土交通官僚。国土交通省航空局次長や、内閣官房総合海洋政策本部事務局長を経て、空港施設代表取締役会長兼社長、PwCコンサルティングスペシャルアドバイザー。

## 人物・経歴
熊本県熊本市出身。実家は浄土真宗正教寺。熊本県立熊本高等学校を経て、1981年東京大学法学部卒業、運輸省入省。運輸省航空局国際航空課補佐官を経て、1995年外務省在フランス日本国大使館一等書記官。
国土交通省航空局監理部総務課航空企画調査室長を経て、2001年東京都都市計画局航空政策担当部長。2002年東京都都市計画局特命担当部長。2003年国土交通省総合政策局国際協力課長。同年国土交通省観光部国際観光推進課長。2004年内閣官房内閣参事官。2006年国土交通省総合政策局環境・海洋課長。2007年国土交通省政策統括官付参事官（物流政策）。2008年国土交通省航空局監理部総務課長。
2009年観光庁審議官。2010年日本貨物鉄道株式会社ロジスティクス本部副本部長。2011年日本貨物鉄道株式会社総務部執行役員。同年国土交通省中部運輸局長。2013年国土交通省航空局次長。2014年株式会社日本政策投資銀行常務執行役員。2016年内閣官房内閣審議官、内閣官房総合海洋政策本部事務局長。
2017年内閣府総合海洋政策推進事務局長。同年国土交通省大臣官房付、退官。2018年空港施設顧問、東京空港冷暖房顧問。同年空港施設代表取締役副社長。2019年から空港施設代表取締役会長兼社長を務め、組織再編などを進めたが、コロナ禍により京都の所有ホテルの減資による赤字計上などの責任を取って退任、PwCコンサルティングスペシャルアドバイザーに転じた。

## エピソード
国土交通省在職中からパワーハラスメント的な言動が問題視されていたが、天下り先の空港施設の指名委員会においても、甲斐が常勤役員会等で、叱責、激高する場面がありハラスメントの疑義がある旨提起され、「言葉のやり取りで傷ついた人はいるでしょう」と本人から謝罪がなされた。杉山武彦取締役らにより「指名委員会の答申作成に向けた論点整理」とする資料が作成され、その後空港施設は第三者委員会を設置。調査において「甲斐氏の言動は、業務上必要かつ相当な範囲を超え、役職員に対して心理的な委縮効果を与えるものであり、就業環境を害するものとして、パワーハラスメントやその他ハラスメントに該当する」と認定された。